# Equação de Born-Mayer

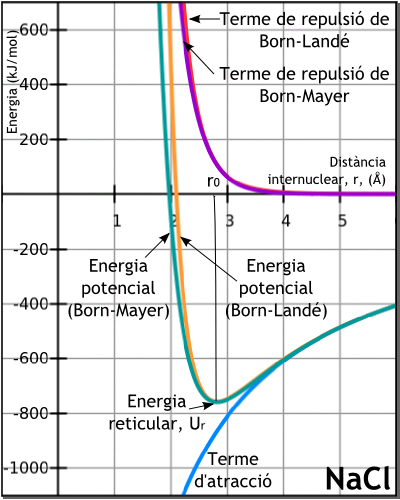
Representação da energia potencial da ligação iônica do cloreto de sódio. Em azul, o termo de atração eletrostática; em vermelho, o termo de repulsão eletrônica da equação de Born-Landé e, em roxo, o da equação de Born-Mayer; em amarelo, a energia potencial resultante da equação de Born-Landé e, em verde, a de Born-Mayer, com o mínimo correspondente à energia reticular associada ao comprimento de ligação.

A equação de Born-Mayer permite calcular de forma teórica a energia reticular ({\displaystyle U_{r}}) de um cristal iônico. Foi deduzida pelo físico alemão Max Born e pelo químico norte-americano Joseph Edward Mayer em 1932, como um aprimoramento da equação de Born-Landé deduzida pelo mesmo Max Born e por Alfred Landé em 1918. A equação da energia reticular é a seguinte:
{\displaystyle U_{r}=-K_{0}{\frac {N_{A}Mz^{+}z^{-}e^{2}}{r_{0}}}\left(1-{\frac {\rho }{r_{0}}}\right)}
denotando-se por:
- {\displaystyle N_{A}} o número de Avogadro;
- {\displaystyle M} a constante de Madelung, relativa à geometria da rede cristalina;
- {\displaystyle z^{+}} a carga dos cátions numa fórmula mínima em unidades de carga elementar;
- {\displaystyle z^{-}} a carga dos ânions numa fórmula mínima em unidades de carga elementar;
- {\displaystyle e} a carga elementar;
- {\displaystyle K_{0}} a constante eletrostática do vácuo;
- {\displaystyle r_{0}} a distância entre os núcleos atômicos dos íons mais próximos (m);
- {\displaystyle \rho } um coeficiente que quantifica a repulsão entre nuvens eletrônicas.

## Dedução

### Termo de atração e repulsão eletrostática (energia de Madelung)
{\displaystyle U_{atr}=-K_{0}{\frac {N_{A}Mz^{+}z^{-}e^{2}}{r_{0}}}}
Nesse termo, incluem-se todas as atrações e repulsões eletrostáticas entre íons: atrações entre cargas de diferente sinais e repulsões entre cargas de mesmo sinal; contabilizam-se as interações entre todos os íons, não apenas entre os mais próximos. É o mesmo termo utilizado na equação de Born-Landé e foi obtido em 1918 pelo físico alemão Erwin Madelung.

### Termo de repulsão eletrostática
Born e Mayer deduziram essa equação a partir de considerações da mecânica quântica. O termo equivalente ao da equação de Born-Landé havia sido obtido com base no modelo atômico de Bohr, que supunha que as densidade eletrônica ao redor do núcleo atômico eram homogênia. Com o desenvolvimento da mecânica quântica Schrödinger criou um novo modelo atômico, considerando o elétron como uma onda. Esse modelo indica que as densidade eletrônica decai exponencialmente à medida que a distância ao núcleo atômico aumenta. Devido a isso, a contribuição da repulsão à energia reticular também deve decair exponencialmente com a distância, o que não era contemplado na primeira equação de Born. A fórmula dessa nova energia potencial de repulsão para qualquer raio {\displaystyle r} foi escrita em função do coeficiente ρ como uma função exponencial do número de euler:
{\displaystyle U_{rep}=\mathbf {e} }^{\frac {-r}{\rho }}

### Energia reticular
| Energias reticulares de halogênios: valores experimentais obtidos com o ciclo de Born-Haber e valores teóricos obtidos com a equação de Born-Mayer (kcal/mol) |                                           |                                        |
| Halogênio | Valor experimental do ciclo de Born-Haber | Valor teórico da equação de Born-Mayer |
| Fluoreto de lítio, LiF | 241,2                                     | 240,1                                  |
| Cloreto de lítio, LiCl | 198,2                                     | 199,2                                  |
| Brometo de lítio, LiBr | 188,5                                     | 188,3                                  |
| Iodeto de lítio, LiI | 175,4                                     | 174,1                                  |
| Fluoreto de sódio, NaF | 216,0                                     | 213,4                                  |
| Cloreto de sódio, NaCl | 184,7                                     | 183,1                                  |
| Brometo de sódio, NaBr | 175,9                                     | 174,6                                  |
| Iodeto de sódio, NaI | 164,5                                     | 163,9                                  |
| Fluoreto de potássio, KF | 191,5                                     | 189,7                                  |
| Cloreto de potássio, KCl | 166,8                                     | 165,4                                  |

A energia total do cristal é a soma dos dois termos, o de atração e o de repulsão, em função da distância dos íons e para 1 mol do composto:
{\displaystyle U_{r}=U_{e}+U_{rep}=-K_{0}{\frac {N_{A}Mz^{+}z^{-}e^{2}}{r}}+bN_{A}\mathbf {e} }^{\frac {-r}{\rho }}
em que {\displaystyle b} é uma constante.
A energia reticular ({\displaystyle U_{r}}) corresponde ao valor mínimo dessa energia. Pode-se obter esse valor igualando a zero a derivada da expressão em função de r:
{\displaystyle \left({\frac {dU_{r}}{dr}}\right)_{r=r_{0}}={K_{0}{\frac {N_{A}Mz^{+}z^{-}e^{2}}{r_{0}^{2}}}-{\frac {N_{A}b}{\rho }}\mathbf {e} }^{\frac {-r}{\rho }}=0}
de onde se obtém o valor da constante {\displaystyle b} do termo de repulsão:
{\displaystyle b=K_{0}{\frac {\rho Mz^{+}z^{-}e^{2}}{r_{0}^{2}{\mathbf {e} }^{\frac {-r_{0}}{\rho }}}}}
Substituindo esse valor na equação da energia total, obtém-se finalmente a fórmula de Born-Mayer:
{\displaystyle U_{r}=-K_{0}{\frac {N_{A}Mz^{+}z^{-}e^{2}}{r_{0}}}\left(1-{\frac {\rho }{r_{0}}}\right)}